# Distretto delle Andamane
Il distretto delle Andamane è un vecchio distretto del territorio delle Andamane e Nicobare, in India, di 314 239 abitanti. Il suo capoluogo era Port Blair.
Il 18 agosto 2006 è stato diviso nei due nuovi distretti di Andaman Meridionale (con capoluogo Port Blair) e Andaman Settentrionale e Centrale (con capoluogo Mayabunder).